# Monte Lauro
Il Monte Lauro è un monte della Sicilia sud-orientale appartenente alla catena dei Monti Iblei, di cui è la cima più alta raggiungendo i 987 m s.l.m. La sua cima si trova nel territorio di Buccheri, in provincia di Siracusa ma le sue pendici si estendono tra le tre province di Catania, Ragusa e Siracusa. Assieme alle montagne adiacenti, Monte Lauro fa parte di un complesso vulcanico sottomarino del Miocene, non più attivo.

## Caratteristiche

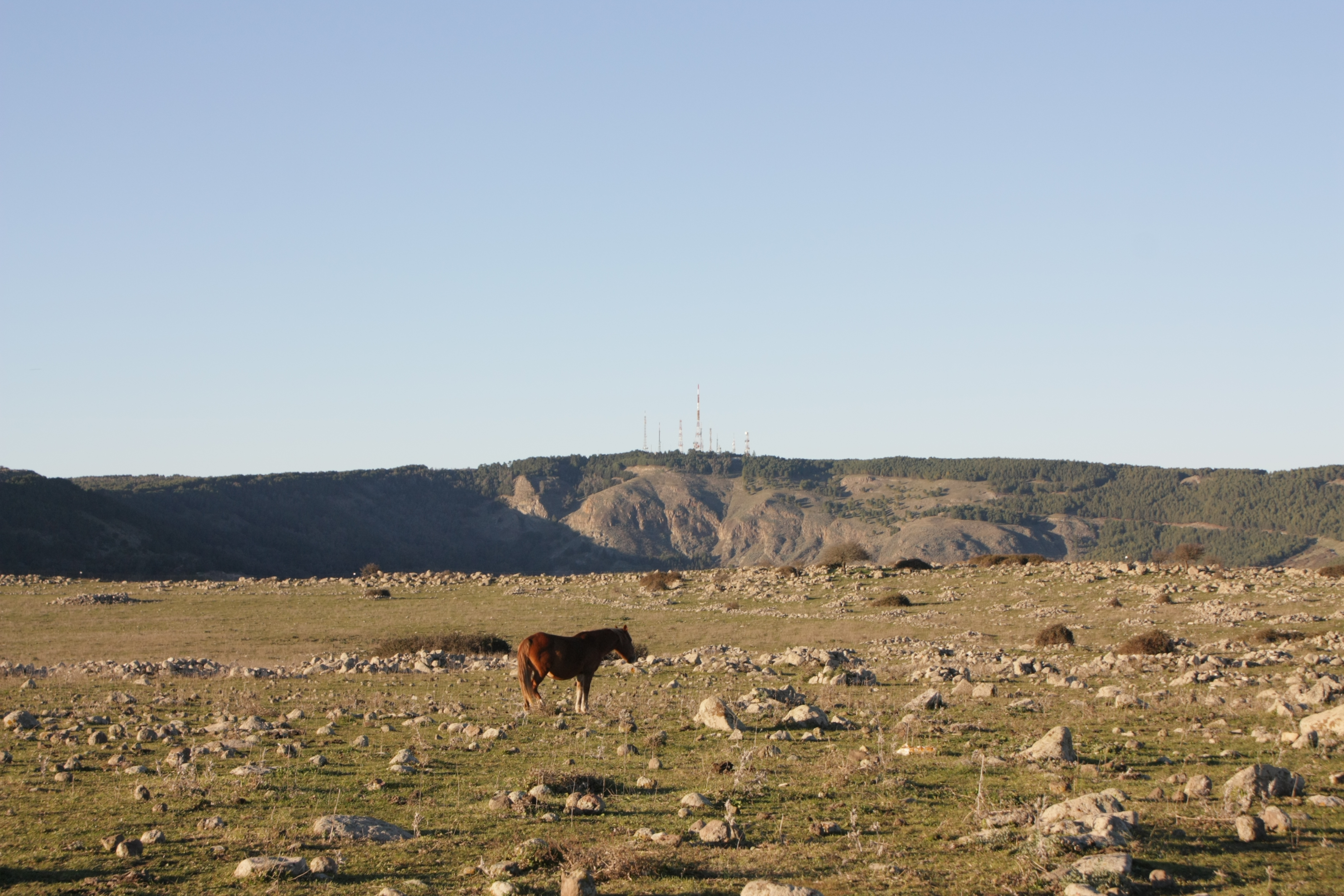
Il Monte Lauro dal Monte Casale

Dalle sue pendici, che attualmente ospitano più di 2330 ettari di boschi di conifere mediterranee e che si estendono nei territori di Buccheri, Buscemi, Ferla, e Vizzini, hanno origine numerosi corsi d'acqua tra cui l'Ànapo e l'Irminio.
Il suo nome sembra derivare dal latino laurus alloro, poiché in passato erano presenti molti alberi di alloro.
Dato che la sua altezza è la maggiore dell'area, nei pressi della cima sono installate numerose antenne di stazioni trasmittenti radio e televisive.
L'area di copertura dei segnali radio televisivi è molto ampia: si spinge verso ovest (Enna e provincia), sud (Ragusa e arcipelago di Malta), est (costa e parte della provincia di Siracusa), a nord arriva fino a Villa San Giovanni in Calabria coprendo tutta la costa siciliana da Catania fino a Roccalumera in provincia di Messina.
La prima a trasmettere fu la RAI col segnale di Rai1 in analogico sul canale VHF F (07). Tale segnale fu irradiato per decenni, fino al 19 giugno 2012 quando fu convertito in digitale terrestre. Sulla stessa frequenza ebbe uguale sorte il segnale di Rai1 emesso da Gambarie sul canale VHF D (05), che fu convertito il 15 giugno 2012. Queste due torri RAI illuminano la Calabria e la Sicilia insieme ad altri importanti impianti installati tutti nello stesso periodo di espansione della RAI nel dopoguerra: Monte Scuro in Sila sopra Cosenza, Monte Tiriolo sopra Catanzaro, Monte Soro sui Nebrodi, Monte Pellegrino a Palermo, Monte Cammarata nel cuore della Sicilia, Erice a Trapani e una serie di piccoli impianti sparsi specialmente nelle vallate e nei centri in ombra da queste principali stazioni.

## Clima
Il clima, seguendo la classificazione basata sullo schema Koppen-Geiger è Temperato semi continentale. Tale clima caratterizza le zone che hanno una media annua da 6 °C a 12,5 °C; media del mese più freddo da -3 °C a 5,9 °C; 3 mesi con media < 15 °C; escursione annua da 16 °C a 21 °C. La media annua si assesta sui 13-14 °C mentre quella di gennaio è compresa tra 4 e 5 °C, con frequenti giorni nebbiosi per nubi basse e gelate di debole o moderata entità. La neve quasi ogni inverno fa la sua comparsa e l'entità degli accumuli è molto variabile ma modesta. Spesso le nevicate apportano una media del manto nevoso tra i 2 e i 5 cm, occasionalmente (come avvenne nell'inverno 2005 e 2011 nei mesi di gennaio e febbraio) si può arrivare ad accumuli massimi di 50–60 cm nelle parti alte. La pluviometria media si assesta tra i 900 e i 1 000 mm annui con periodi asciutti in estate interrotti dai frequenti fenomeni temporaleschi che si innescano nel pomeriggio per effetto della termo convezione favorita dal rilievo. Le estati sono moderatamente calde e asciutte, siccità spesso interrotta dai temporali di calore che possono verificarsi per termo convezione, media mensile in luglio tra 22 e 23 °C . La temperatura minima più bassa, dato estratto per interpolazione dei valori delle stazioni meteo ufficiali del Siracusano, non è scesa al di sotto dei -7 °C. La massima più alta è stata registrata nell'estate 2003: +37,9 °C, durante l'ondata di caldo africano che coinvolse tutta l'Italia e la maggior parte dell'Europa.

## Stazione meteorologica
Sulle sue pendici settentrionali, nel territorio di Buccheri è installata una Stazione Meteorologica Professionale a norma WMO (Organizzazione meteorologica mondiale), situata a 910 m s.l.m.